# 하해웅
하해웅(河海雄, 1989년 5월 5일 ~ )은 KBO 리그 전 넥센 히어로즈의 투수이다.

## 넥센 히어로즈시절
2013년 1차 2라운드 전체 18번으로 지명되어 입단하였고 2014년 시즌 종료 후 보류선수 명단에서 제외되며 신고선수로 전환되었다.
2015년 퓨처스리그 34경기 52.1이닝 평균자책 6.71을 기록하고 시즌 종료 후 선수단에서 제외되었다.

## 출신학교
- 금동초등학교 (김해리틀야구단)
- 내동중학교
- 김해고등학교
- 동국대학교